# ポール・シムノン
ポール・シムノン（Paul Simonon、1955年12月15日 - ）は、イギリスのミュージシャン。元ザ・クラッシュのベーシストとして知られる。2007年1月には、デーモン・アルバーン、サイモン・トング、トニー・アレンと組んでアルバム『ザ・グッド,ザ・バッド・アンド・ザ・クイーン』をリリースした。

## 経歴
ロンドンのブリクストン出身。父のアンソニーことギュスターヴ・アントワーヌは公務員（後に書店主）で、母エレインは司書をしていた。8歳の時に両親が離婚。南ロンドン地区で育ち、約1年は音楽家だった継父の勉強の為、弟を含む家族4人でイタリアのシエーナとローマで過ごした。クラッシュに入る前は画家を志しており、ロンドンのアーチウェイにあったバイアム・ショー・アート・スクール（現在はセントラル・セント・マーチンズ・カレッジ・オブ・アート・アンド・デザインの一部になっている）に進んだ。
1976年にギタリストのミック・ジョーンズに誘われ、クラッシュに加入。ジョーンズはこの時、シムノンにギターを教えようとしていた。しかしこの楽器はシムノンには難しすぎると判明、ジョーンズはかわりにベースを教えることにした。シムノンはバンドの名前が上がるに連れ信用され、衣装やステージの垂れ幕といったヴィジュアル面を任された。彼はまた2枚組アルバム『ロンドン・コーリング』のジャケット写真でその名を不朽の物とした。ペニー・スミス (Pennie Smith) 撮影の、シムノンがベースを叩き壊すこの写真は、パンクの象徴となった。
1980年には、ダイアン・レイン主演の映画『反逆のロック・アイドル (Ladies and Gentlemen, The Fabulous Stains)』に出演。パンクバンドのベーシストの役で、バンドの他のメンバーはレイ・ウィンストン、スティーヴ・ジョーンズ、ポール・クックが演じた。
シムノンは、クラッシュの曲中3曲を書いている。『ロンドン・コーリング』収録の「ブリクストンの銃」、『サンディニスタ!』収録の「歪んだビート」、そしてB面曲の「ロング・タイム・ジャーク」である。彼は『コンバット・ロック』の「レッド・エンジェル・ドラグネット」で歌ってもいるが、これはジョー・ストラマーが書いた曲である。
シムノンは、クラッシュのほぼ全ての曲でベースを弾いた。シムノンが弾いていないのは、
- 『サンディニスタ!』の「7人の偉人」と「ライトニング・ストライクス（電光一閃!おんぼろニューヨークを直撃）」 - ノーマン・ワット＝ロイ
- 『コンバット・ロック』の「ロック・ザ・カスバ」 - トッパー・ヒードン
- 『カット・ザ・クラップ』の「フィンガーポッピン」と「ライフ・イズ・ワイルド」 - ノーマン・ワット＝ロイ

『コンバット・ロック』でのベーストラックは、ジョーンズかエンジニアのエディー・ガルシアに捨てられたと考えられている。また、『サンディニスタ!』の初期レコーディングでは、ジョーンズかジョー・ストラマーがベースを担当し、シムノンは『反逆のロック・アイドル』の撮影終了後に数曲を録音し直した。
西インド諸島からの移民が多いブリクストンでジャマイカ音楽に親しんで育った為、ベースを弾き始めた頃はレゲエとラモーンズのコピーが主な練習法だった。彼の対位法によるレゲエに影響されたラインは、複雑さとバンドにおけるベースの役割という面において、彼をその時代のパンクベーシストの一群から一線を画した存在とした。また、指弾きを嫌っており、一貫してピックで演奏している。しかし、一部のライブ映像では指弾きでプレイしている姿が残されている。
1986年のクラッシュ解散後、シムノンはバンド「ハバナ3am (Havana 3am)」を始動。バンドは解散するまでに日本でアルバムを録音した。彼は、セックス・ピストルズのスティーヴ・ジョーンズと共にボブ・ディランのアルバム『ダウン・イン・ザ・グルーヴ (Down in the Groove)』のセッションにも参加した。
2007年には、ブラーのデーモン・アルバーンと共にザ・グッド、ザ・バッド&ザ・クイーンを結成し活動していた。また、シムノンはクラッシュに加わる前に目指していた画家としても活動している。何度か展覧会を開き、アルバーンとのプロジェクトのアルバム『ザ・グッド、ザ・バッド・アンド・ザ・クイーン』からの曲「Herculean」のカバーデザインのみならず、ミック・ジョーンズのバンドビッグ・オーディオ・ダイナマイトのアルバムのカバーデザインを手がけている。テレグラフ紙によると、彼の絵をリリー・アレンが23,500ポンドで買ったとのことである。
さらに、2010年にはゴリラズの客演ギタリストとして再びアルバーンとのコラボレーションを敢行、ミック・ジョーンズも参加し、久々にクラッシュの2人が顔を揃えたことでも話題となった。
2020年代においては、地元のパブを会場に、パブの名称から採った「ザ・ロイヤル・エクスチェンジ (the Royal Exchange)」というDJクルーを作って、クラブDJとして活動しており、2025年春には、日本でのツアーもおこなわれた。

## 家族
ザ・クラッシュとして活動していた一時期には、パール・ハーバー・アンド・ジ・エクスプロージョンズのボーカルだった「パール・ハーバー」ことパール・E・ゲイツと結婚していたが、後に別れている。
2009年、ザ・クラッシュのマネージャーであったトリシア（Tricia）との間に生まれた、ルイ（Louis）とクロード（Claude）の兄弟が、PRADAの春夏コレクションのキャンペーンに起用された。撮影したのは、以前から息子達と交友があったエディ・スリマン。クロード（Claude）はまだ14歳であった。また兄弟は、母親トリシア（Tricia）の友人でもあるジョン・ガリアーノの春夏コレクションでランウェイを歩いた。

## 使用機材
シムノンは白いフェンダー・プレシジョンベースとアンペグの組み合わせで有名であるが、サンのアンプも使う。楽器をペンキやステッカーでデコレーションすることもよく知られており、ベースの上部ホーンにはよく文字が書かれている。
初期のベースには、どこを押さえれば何の音が出るかがネックに書かれたものもある。

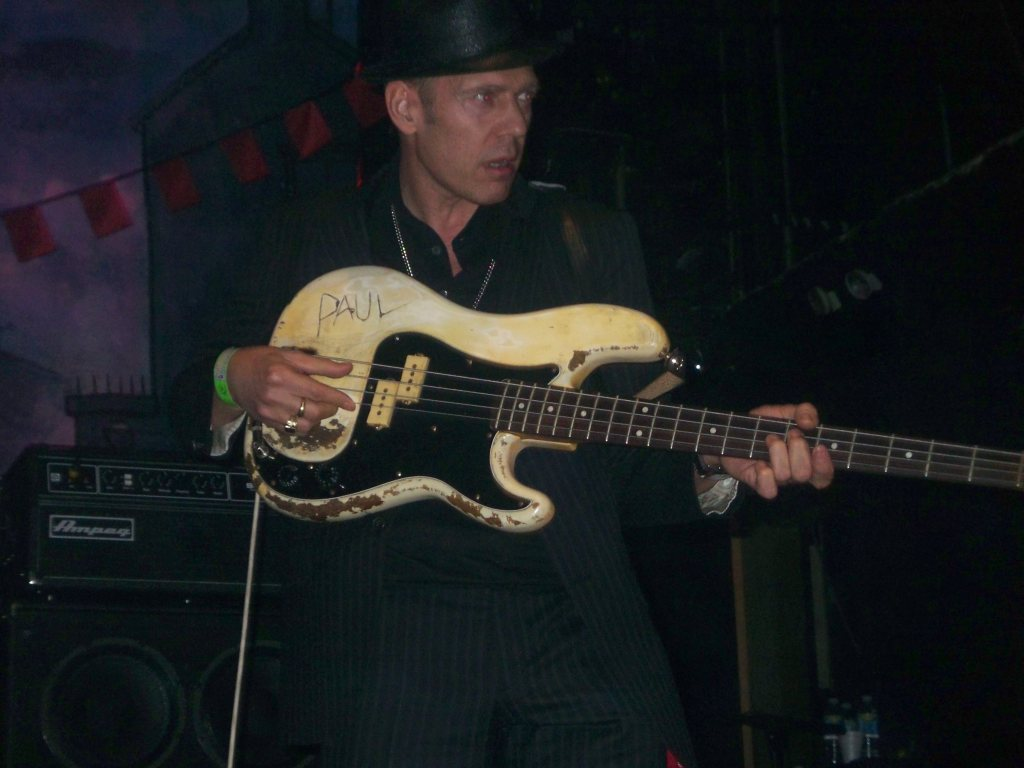
"Paul"と刻まれたプレシジョンベース

- 安物ベース: 黒の上にペイント。ホーンには "POSITIVE" と短期書かれていた。ローズウッド指板で、クラッシュ初期、『白い暴動』レコーディング時に使用していた。
- ヘフナー・セミアコースティック: サンバーストの上に黒いダクトテープ。ローズウッド指板で、『ロンドン・コーリング』、『サンディニスタ!』レコーディングに使用。
- リッケンバッカー: 黒の上にペイント。ホーンには "POSITIVE" 。ローズウッド指板で、『白い暴動』レコーディングと、そのツアーに使用していた。
- フェンダー・プレシジョンベース: 白の上にペイント。ホーンには "POSITIVE" 。黒ピックガードで指板はメイプル。あまり見かけないが、1978年のファースト・コンサートで使われていた。
- ウォル: 赤、黒ピックガード、ローズウッド指板。『動乱（獣を野に放て）』のレコーディングに使用。
- プレシジョン・ベース: 白。ボディに "PAUL" と刻まれている（一度ステッカーで覆われたが、後に剥がされた）。黒ピックガード（ペイントされていたこともあった）、ローズウッド指板（元はメイプル）。『動乱』のツアーでメイン/サブとして使われ、その後レコーディング、ライヴの両方でメインとして使用される。
- プレシジョン・ベース: 白。ホーンには "PRESSURE" 。ペイントされた黒ピックガードにメープル指板。『ロンドン・コーリング』のレコーディングとツアーで使用。叩き壊されてアルバムのジャケットに載ったもの。
- プレシジョン・ベース: 白。黒ピックガードにメープル指板。『ロンドン・コーリング』および『サンディニスタ!』のツアーでメイン/サブとして使用。
- フレットレス・プレシジョン・ベース: 白。黒ピックガードにローズウッド指板。『サンディニスタ!』のレコーディングおよびツアーでメインとして使用。その後はサブに。
- プレシジョン・ベース: 白。黒ピックガード、ローズウッド指板。『サンディニスタ!』のツアーでメイン/サブとして使用。その後はサブに。
- プレシジョン・ベース: サンバースト。鼈甲ピックガード、ローズウッド指板。『カット・ザ・クラップ』のツアーでサブとして使用。ほとんど見られない。
- オベーション・アコースティック・ベース: 白。エボニー指板。『ザ・グッド,ザ・バッド・アンド・ザ・クイーン』のレコーディングに使用。

## ディスコグラフィ
クラッシュ
詳細はクラッシュのディスコグラフィを参照
- 白い暴動、1977年、CBSレコード
- 動乱（獣を野に放て）、1978年、CBSレコード
- ロンドン・コーリング、1979年、CBSレコード
- サンディニスタ!、1980年、CBSレコード
- コンバット・ロック、1982年、CBSレコード
- カット・ザ・クラップ、1985年、CBSレコード

ハバナ3am
- ハバナ3am (Havana 3am)、1991年、キャピタル・レコード

ザ・グッド,ザ・バッド・アンド・ザ・クイーン (The Good, the Bad and the Queen)
- ザ・グッド,ザ・バッド・アンド・ザ・クイーン、2007年、EMI